# Voleibol de playa en los Juegos Suramericanos de 2014: Torneo Masculino
El torneo de voleibol de playa masculino en Santiago 2014 se disputó entre los días 12 y 15 de marzo de 2014. Participaron 16 duplas de 11 países asociados a la ODESUR.

## Equipos participantes
| Nacionalidad | Dupla                                 |
| ------------ | ------------------------------------- |
| Argentina 1  | Julio Azaad e Ian Mehamed             |
| Argentina 2  | Pablo Bianchi y Facundo del Coto      |
| Aruba        | Mitchel Daniel y Eargenell de Cuba    |
| Bolivia      | Rolando Ismael y Rodrigo Pérez        |
| Brasil 1     | Emanuel Scheffer y Pedro Salgado      |
| Brasil 2     | Alison Conte y Bruno de Almeida       |
| Chile 1      | Marco Grimalt y Esteban Grimalt       |
| Chile 2      | Cristóbal Martínez y Rodrigo Salinas  |
| Ecuador      | Daniel Maldonado y Javier Maldonado   |
| Paraguay     | Mauricio Brizuela y Luis Riveros      |
| Perú         | Luis Bramont y Jimy Heredia           |
| Surinam      | Keven Sportkslede y Jermain Lo Kioeng |
| Uruguay 1    | Renzo Cairus y Nicolás Zanotta        |
| Uruguay 2    | Guillermo Williman y Pablo Rodríguez  |
| Venezuela 1  | Jackson Henríquez y Jesús Villafañe   |
| Venezuela 2  | Leonardo Colina y Ronald Fayola       |

## Desarrollo

### Grupo A

#### Partidos
| 12-3-14 09:00 | 1 | Bolivia – Uruguay 2 | 1 - 2 | 21-18 | 17-21 | 13-15 |
| 12-3-14 10:00 | 1 | Chile 1 – Perú      | 2 - 0 | 21-3  | 21-9  |       |
| 12-3-14 17:00 | 2 | Chile 1 – Uruguay 2 | 2 - 0 | 21-18 | 21-12 |       |
| 12-3-14 18:00 | 2 | Bolivia – Perú      | 1 - 2 | 21-9  | 16-21 | 10-15 |
| 13-3-14 16:00 | 1 | Perú – Uruguay 2    | 0 - 2 | 8-21  | 5-21  |       |
| 13-3-14 17:00 | 1 | Chile 1 – Bolivia   | 2 - 0 | 21-6  | 21-13 |       |

#### Clasificación Grupo A
| Pos | Equipo    | PTS | PJ | PG | PP |
| --- | --------- | --- | -- | -- | -- |
| 1   | Chile 1   | 6   | 3  | 3  | 0  |
| 2   | Uruguay 2 | 5   | 3  | 2  | 1  |
| 3   | Perú      | 4   | 3  | 1  | 2  |
| 4   | Bolivia   | 3   | 3  | 0  | 3  |

### Grupo B

#### Partidos
| 12-3-14 11:00 | 1 | Brasil 1 – Argentina 2  | 2 - 0 | 21-14 | 23-21 |       |
| 12-3-14 12:00 | 1 | Uruguay 1 – Ecuador     | 2 - 1 | 19-21 | 21-11 | 15-13 |
| 13-3-14 09:00 | 2 | Brasil 1 – Ecuador      | 2 - 0 | 21-15 | 21-6  |       |
| 13-3-14 10:00 | 2 | Uruguay 1 – Argentina 2 | 1 - 2 | 21-15 | 18-21 | 12-15 |
| 13-3-14 15:00 | 1 | Brasil 1 – Uruguay 1    | 2 - 0 | 21-14 | 21-13 |       |
| 13-3-14 18:00 | 1 | Ecuador – Argentina 2   | 0 - 2 | 17-21 | 15-21 |       |

#### Clasificación Grupo B
| Pos | Equipo      | PTS | PJ | PG | PP |
| --- | ----------- | --- | -- | -- | -- |
| 1   | Brasil 1    | 6   | 3  | 3  | 0  |
| 2   | Argentina 2 | 5   | 3  | 2  | 1  |
| 3   | Uruguay 1   | 4   | 3  | 1  | 2  |
| 4   | Ecuador     | 3   | 3  | 0  | 3  |

### Grupo C

#### Partidos
| 12-3-14 13:00 | 1 | Venezuela 1 – Venezuela 2 | 2 - 0 | 21-14 | 28-26 |       |
| 12-3-14 14:00 | 2 | Paraguay – Aruba          | 2 - 0 | 21-9  | 21-10 |       |
| 13-3-14 11:00 | 2 | Venezuela 1 – Aruba       | 2 - 0 | 21-15 | 21-15 |       |
| 13-3-14 12:00 | 2 | Paraguay – Venezuela 2    | 0 - 2 | 19-21 | 17-21 |       |
| 14-3-14 10:00 | 2 | Venezuela 1 – Paraguay    | 2 - 0 | 21-18 | 21-14 |       |
| 14-3-14 11:00 | 2 | Aruba – Venezuela 2       | 1 - 2 | 21-15 | 12-21 | 10-15 |

#### Clasificación Grupo C
| Pos | Equipo      | PTS | PJ | PG | PP |
| --- | ----------- | --- | -- | -- | -- |
| 1   | Venezuela 1 | 6   | 3  | 3  | 0  |
| 2   | Venezuela 2 | 5   | 3  | 2  | 1  |
| 3   | Paraguay 1  | 4   | 3  | 1  | 2  |
| 4   | Aruba       | 3   | 3  | 0  | 3  |

### Grupo D

#### Partidos
| 12-3-14 15:00 | 2 | Chile 2 – Brasil 2     | 0 - 2 | 9-21  | 15-21 |      |
| 12-3-14 16:00 | 2 | Argentina 1 – Surinam  | 2 - 0 | 21-10 | 21-12 |      |
| 13-3-14 13:00 | 2 | Chile 2 – Surinam      | 2 - 0 | 21-8  | 21-11 |      |
| 13-3-14 14:00 | 1 | Argentina 1 – Brasil 2 | 0 - 2 | 18-21 | 14-21 |      |
| 14-3-14 12:00 | 2 | Chile 2 – Argentina 1  | 1 - 2 | 14-21 | 21-19 | 7-15 |
| 14-3-14 13:00 | 2 | Surinam – Brasil 2     | 1 - 2 | 7-21  | 8-21  |      |

#### Clasificación Grupo D
| Pos | Equipo      | PTS | PJ | PG | PP |
| --- | ----------- | --- | -- | -- | -- |
| 1   | Brasil 2    | 6   | 3  | 3  | 0  |
| 2   | Argentina 1 | 5   | 3  | 2  | 1  |
| 3   | Chile 2     | 4   | 3  | 1  | 2  |
| 4   | Surinam     | 3   | 3  | 0  | 3  |

### Cuartos de final
| 14-3-14 15:00 | 2 | Brasil 1 – Venezuela 2    | 2 - 0 | 21-15 | 21-15 |      |
| 14-3-14 16:00 | 2 | Argentina 2 – Venezuela 1 | 0 - 2 | 16-21 | 10-21 |      |
| 14-3-14 17:00 | 1 | Uruguay 2 – Brasil 2      | 0 - 2 | 16-21 | 10-21 |      |
| 14-3-14 18:00 | 1 | Chile 1 – Argentina 1     | 2 - 1 | 21-19 | 21-23 | 15-6 |

### Semifinales
| 15-3-14 10:00 | 1 | Chile 1 – Venezuela 1 | 2 - 1 | 21-19 | 21-23 | 15-7 |
| 15-3-14 11:00 | 1 | Brasil 1 – Brasil 2   | 0 - 2 | 16-21 | 18-21 |      |

### Partido por el Bronce
| 15-3-14 15:00 | 1 | Brasil 1 – Venezuela 1 | 2 - 0 | 21-16 | 21-14 |  |

### Final
| 15-3-14 18:00 | 1 | Chile 1 - Brasil 2 | 0 - 2 | 13-21 | 15-21 |  |

## Medallero
| Evento             | Oro      | Plata   | Bronce   |
| ------------------ | -------- | ------- | -------- |
| Voleibol masculino | Brasil 2 | Chile 1 | Brasil 1 |